# 路易莎·兹沃特科夫斯卡
路易莎·兹沃特科夫斯卡（波蘭語：Luiza Złotkowska，1986年5月25日—），波兰女子速度滑冰运动员。她曾代表波兰参加2010年、2014年和2018年冬季奥林匹克运动会速度滑冰比赛，获得一枚银牌和一枚铜牌。